# Коуту Рамалью, Руй Педру
Руй Пе́дру Ко́уту Рама́лью (порт. Rui Pedro Couto Ramalho; род. 2 июля 1988, Вила-Нова-ди-Гая, Порту) — португальский футболист, нападающий клуба «Санжоаненсе». Второй футболист-португалец, сделавший хет-трик в матчах Лиги чемпионов.

## Карьера
Руй Педру начал карьеру в клубе «Порту», куда он попал в возрасте 13-ти лет. Однако за основной состав команды футболист провёл лишь 45 минут во встрече с «Фатимой» в Кубке лиги. Зимой 2008 года футболист был арендован клубом «Эштрела», где сыграл 4 встречи. На следующий сезон он был арендован «Портимоненсе», затем выступал за «Жил Висенте» и «Лейшойнш». Все клубы играли во втором дивизионе.
Летом 2011 года Руй Педру перешёл в румынский клуб ЧФР. 20 ноября 2012 года в матче Лиги чемпионов с «Брагой» Руй Педру забил три гола и принёс своей команде победу со счётом 3:1. Сделав хет-трик, форвард стал вторым португальцем в истории Лиги чемпионов, забившим 3 гола в одном матче.